# زمین‌لرزه ۱۱۵۸ تبریز
زمین‌لرزه ۱۱۵۸ تبریز در ۱۸ دی ماه (۸ ژانویه ۱۷۸۰) در ساعت ۰۱:۱۵ به وقت محلی روی داد. بزرگای این زمین‌لرزه ۷٫۷ درجه برآورد شده و بیشینه شدت احساس‌شده آن در مقیاس شدت مرکالی برابر باIX (شدید و وحشت‌آور)  بوده‌است. بر اثر این زمین‌لرزه شهر تبریز تقریباً به‌طور کامل از بین رفته و بسیاری از آثار تاریخی شهر محو شدند و تخمیناً ۵۰٬۰۰۰ نفر نیز کشته شدند.
زمین‌لرزه ۱۱۵۸ تبریز بزرگ‌ترین زمین‌لرزه تاریخی این شهر و احتمالاً مخرب‌ترین زمین‌لرزه شهری ایران در طول تاریخ به‌شمار می‌رود که تبریز را تقریباً به تمامی ویران کرد و حدود ۴۰۰ روستا را درهم کوبید. در تبریز، همه ساختمان‌های عمده، که در اثر لرزه‌های پیشین سست شده بود و همه خانه‌های شخصی و هم چنین دژ و باروی شهر کاملاً ویران شد. شعاع ویرانی، به‌طور متفاوت از ۷۲ تا ۱۲۰ کیلومتر از تبریز گزارش شده‌است. در بیرون از این فاصله، در خوی، سلماس، ارومیه و گونای نیز ساختمان‌ها آسیب دید اما تلفات جانی به بار نیامد. این زمین‌لرزه در وان و تا ۷۰۰ کیلومتر آن سوتر در ترکیه امروزی نیز حس شد.
پس‌لرزه‌های این زمین‌لرزه فراوان بود و به مدت سه یا چهار سال پس از زمین‌لرزه در فواصل کوتاه از یک‌دیگر حس می‌شد. حدود یک ماه بعد در ۱۲ و ۲۰ فوریه ۱۷۸۰، پس‌لرزه‌های نیرومندی رخ داد که موجب افزایش دامنه آسیب‌ها شدند.